# Per la ricuperata salute di Ofelia

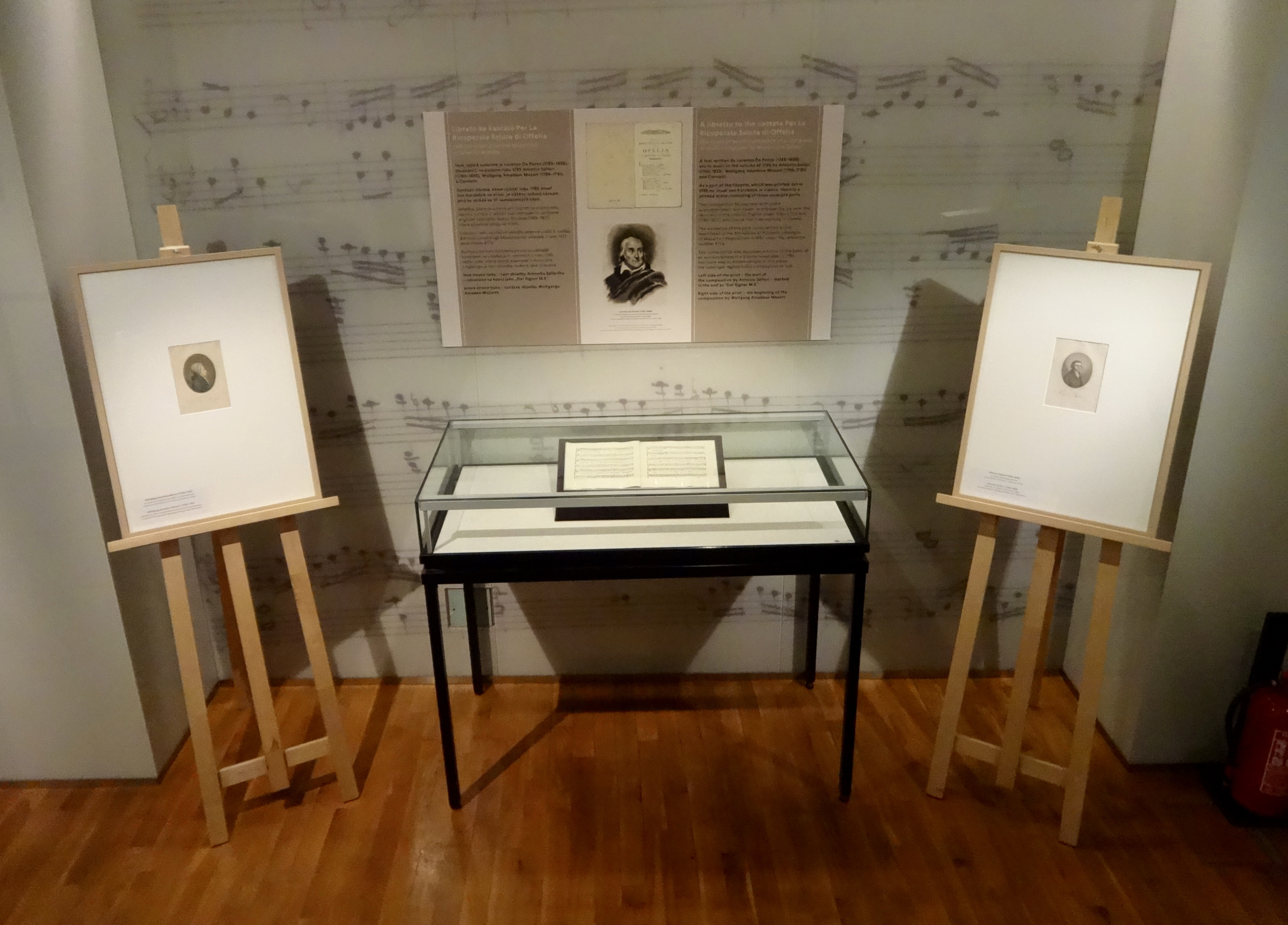
Per la ricuperata salute di Ofelia, wieder gefundene Ausgabe (Prag 2016)

Per la ricuperata salute di Ofelia (1785) ist eine Kantate von Antonio Salieri, Wolfgang Amadeus Mozart und „Cornetti“ auf einen Text von Lorenzo da Ponte.
Die zur Wiedergenesung der italienisch-englischen Sängerin Nancy Storace geschriebene Kantate für Singstimme und Klavier gilt als wichtigster Beleg für ein eher freundschaftlich-kollegiales Verhältnis der Komponisten Salieri und Mozart. Wer sich hinter dem Namen „Cornetti“ verbirgt, ist bis heute nicht geklärt. Vermutlich handelt es sich um ein Pseudonym.
Der Titel des Werkes spielt auf die Rolle der Ofelia in Salieris La grotta di Trofonio an, in welcher die Storace 1785 nach ihrer Genesung wahre Triumphe feierte. Die Existenz des Werkes war nur durch zeitgenössische Zeitungsannoncen im Wienerblättchen und in der Wiener Realzeitung belegt, in denen das Werk vom Wiener Verlag Artaria beworben wurde. Sowohl der Text als auch die Musik galten als verschollen, bis der deutsche Komponist und Musikwissenschaftler Timo Jouko Herrmann im Dezember 2015 in den Sammlungen des Nationalmuseums in Prag eine bei Joseph von Kurzböck gedruckte Ausgabe ausfindig machen konnte. Im Köchelverzeichnis trägt die Komposition die Nummer KV 477a.